# Neukirchen-Vluyn
Neukirchen-Vluyn (pronunciación en alemán: /nɔɪ̯ˌkɪʁçn̩ˈflyːn/ⓘ) es un municipio situado en el distrito de Wesel, en el estado federado de Renania del Norte-Westfalia (Alemania), con una población a finales de 2016 de unos 27 200 habitantes.
Se encuentra ubicado al noroeste del estado, en la región de Düsseldorf, cerca de la orilla del río Rin, de la ciudad de Duisburgo y de la frontera con Países Bajos.